# Landschaftsschutzgebiet Quellläufe des Dämischbaches

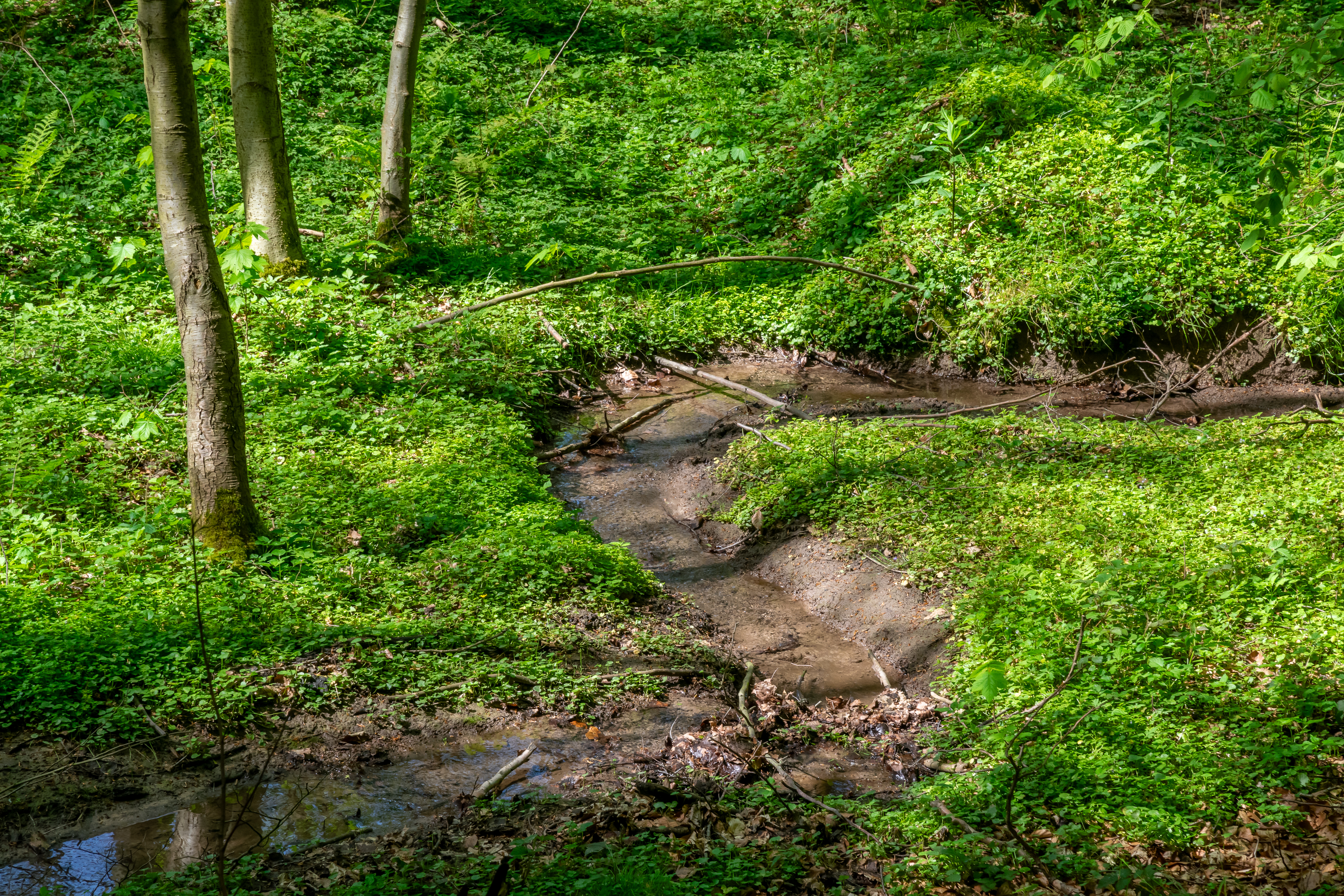
Südlicher Arm an der Brüntruper Egge

Das Landschaftsschutzgebiet Quellläufe des Dämischbaches mit etwa 7 ha Flächengröße liegt im Stadtgebiet von Detmold nordöstlich von Oberschönhagen. Es wurde 2006 mit dem Landschaftsplan Detmold durch den Kreistag des Kreises Lippe als Landschaftsschutzgebiet (LSG) ausgewiesen. Im Stadtgebiet Blomberg ist die Fortsetzung des Dämischbach ebenfalls als LSG ausgewiesen.  

## Beschreibung
Das LSG umfasst zwei Quellläufe des Dämischbaches. Sowohl der nördliche als auch der südliche Arm des Baches verlaufen in ausgeprägten Kerbtälern durch 
Buchen- und Fichtenwälder. Im nördlichen Bachlauf liegen drei aufgegebene Fischteiche.

## Schutzzwecke für das LSG
Laut Landschaftsplan erfolgte die Ausweisung des LSG
- „zur Erhaltung und Wiederherstellung der Leistungsfähigkeit des Naturhaushaltes in ökologisch besonders wertvoll strukturierten Bereichen mit Wasser-, Klima- und Biotopschutzfunktionen,“
- „zur Erhaltung und Wiederherstellung von Quellbereichen und naturnahen Fließgewässern, Wald- und Grünlandbereichen unterschiedlicher Feuchtestufen, Feldgehölzen, Hecken und Obstwiesen,“
- „zur Erhaltung morphologisch ausgeprägter Bereiche zur Sicherung der landschaftlichen Eigenart und Vielfalt für die Erholung,“
- „zur Erhaltung wertvoller Biotopkomplexe aus Wald-Grünlandbereichen, Fließgewässern und Quellen sowie Biotopen nach § 62 LG mit wichtigen Refugial-, Puffer-, Trittstein- und Vernetzungsfunktionen,“
- „zur Erhaltung und Wiederherstellung wichtiger Rückzugsräume für die bedrohte Tier- und Pflanzenwelt,“
- „zur Sicherung der das Orts- und Landschaftsbild gliedernden und belebenden und die dörflichen Siedlungsstrukturen prägenden Freiraumelemente.“[1]

## Rechtliche Vorschriften
Im Landschaftsschutzgebiet ist unter anderem das Errichten von Bauten und Fischteichen verboten. Grün- und Brachland darf nicht in eine andere Nutzungsart umgewandelt oder umgebrochen werden.